# بيروت الشرقية
بيروت الشرقية تشير إلى الجزء الشرقي من مدينة بيروت، عاصمة لبنان. تاريخيًا، كانت مركزًا للأحداث السياسية والاجتماعية، خاصة خلال الحرب الأهلية اللبنانية (1975-1990)، حيث انقسمت بيروت إلى قسمين: بيروت الشرقية بغالبية مسيحية، وبيروت الغربية بأغلبية إسلامية،, وكان الخط الفاصل بينهما يُسمى بالخط الأخضر.

## الحرب الأهلية
شهدت بيروت الشرقية تحولات ديموغرافية واجتماعية كبيرة خلال الحرب الأهلية. تحولت من منطقة مختلطة إلى منطقة ذات أغلبية مسيحية، وذلك نتيجة للهجرة القسرية للسكان المسلمين إلى مناطق أخرى.
تعرضت بيروت الشرقية لحصار طويل من قبل القوات السورية والفلسطينية، مما أدى إلى دمار كبير في البنية التحتية والمباني السكنية.
سيطرت على بيروت الشرقية ميليشيات مثل القوات اللبنانية المسيحية وبعض ألوية الجيش اللبناني في حين كان الجزء الغربي المعروف بـبيروت الغربية تحت سيطرة القوات اليسارية والإسلامية ممثلة بالحركة الوطنية اللبنانية الحزب التقدمي الاشتراكي وحركة أمل وقوات الفدائيين الفلسطينية والحزب الشيوعي وحركة المرابطون الناصرية.

## ميزات
- تُعرف بتنوعها السكاني، مع وجود غالبية مسيحية.[2]
- تحتوي على مناطق مهمة مثل الأشرفية، الجميزة، والمتحف الوطني.
- تشتهر بمناطق الحياة الليلية مثل الجميزة ومار مخايل بالمطاعم، المقاهي، والبارات التي تجذب الشباب.